# Селециг (комуна)
Селециг (рум. Sălățig) — комуна у повіті Селаж в Румунії. До складу комуни входять такі села (дані про населення за 2002 рік):
- Булгарі (258 осіб)
- Дежа (1285 осіб)
- Мінеу (403 особи)
- Ноциг (640 осіб)
- Селециг (574 особи) — адміністративний центр комуни

Комуна розташована на відстані 397 км на північний захід від Бухареста, 21 км на північ від Залеу, 74 км на північний захід від Клуж-Напоки.

## Населення
За даними перепису населення 2002 року у комуні проживали 3160 осіб.
Національний склад населення комуни:
| Національність | Кількість осіб | Відсоток |
| -------------- | -------------- | -------- |
| угорці         | 1671           | 52,9%    |
| румуни         | 1452           | 45,9%    |
| цигани         | 35             | 1,1%     |
| українці       | 1              | < 0,1%   |
| словаки        | 1              | < 0,1%   |

Рідною мовою назвали:
| Мова      | Кількість осіб | Відсоток |
| --------- | -------------- | -------- |
| угорська  | 1677           | 53,1%    |
| румунська | 1452           | 45,9%    |
| циганська | 30             | 0,9%     |
| словацька | 1              | < 0,1%   |

Склад населення комуни за віросповіданням:
| Релігія        | Кількість осіб | Відсоток |
| -------------- | -------------- | -------- |
| реформати      | 1580           | 50,0%    |
| православні    | 1324           | 41,9%    |
| греко-католики | 89             | 2,8%     |
| п'ятдесятники  | 87             | 2,8%     |
| баптисти       | 20             | 0,6%     |
| адвентисти     | 10             | 0,3%     |
| римо-католики  | 8              | 0,3%     |